# Каракопа (озеро)
Каракопа (каз. Қарақопа
) — пересыхающее озеро в Карабалыкском районе Костанайской области Казахстана. Находится в 7 км к северу от села Кособа и в 11 км к северо-востоку от села Славенка.
По данным топографической съёмки 1958 года, площадь поверхности озера составляет 2,58 км². Наибольшая длина озера — 2,4 км, наибольшая ширина — 1,4 км. Длина береговой линии составляет 7,6 км, развитие береговой линии — 1,31. Озеро расположено на высоте 211,3 м над уровнем моря.